# Ігор Протті
Ігор Протті (італ. Igor Protti, нар. 24 вересня 1967, Ріміні) — італійський футболіст, нападник.
Насамперед відомий виступами за клуб «Ліворно».
Володар Суперкубка Італії з футболу.

## Ігрова кар'єра
У дорослому футболі дебютував 1983 року виступами за команду клубу «Ріміні», в якій провів два сезони, взявши участь лише у 7 матчах чемпіонату.
Згодом з 1985 по 1999 рік грав у складі команд клубів «Ліворно», «Вірешит Бергамо», «Мессіна», «Барі», «Лаціо», «Реджяна» та «Наполі». У складі римського «Лаціо» виборював титул володаря Суперкубка Італії з футболу, а під час виступів за «Барі» ставав найкращим бомбардиром Серії A в сезоні 1995-96.
1999 року повернувся до клубу «Ліворно», за який відіграв 6 сезонів. Більшість часу, проведеного у складі «Ліворно», був основним гравцем атакувальної ланки команди. У складі «Ліворно» був одним з головних бомбардирів команди, маючи середню результативність на рівні 0,52 голу за гру першості. Завершив професійну кар'єру футболіста виступами за команду «Ліворно» у 2005 році

## Статистика виступів

### Статистика клубних виступів
| Сезон             | Клуб              | Чемпіонат         | Чемпіонат | Чемпіонат |
| Сезон             | Клуб              | Ліга              | Ігор      | Голів     |
| ----------------- | ----------------- | ----------------- | --------- | --------- |
| 1983-84           | «Ріміні»          | C1                | 2         | 0         |
| 1984-85           | «Ріміні»          | C1                | 5         | 0         |
| 1985-86           | «Ліворно»         | C1                | 25        | 2         |
| 1986-87           | «Ліворно»         | C1                | 21        | 1         |
| 1987-88           | «Ліворно»         | C1                | 29        | 9         |
| 1988-89           | «Вірешит Бергамо» | C1                | 31        | 10        |
| 1989-90           | «Мессіна»         | B                 | 36        | 12        |
| 1990-91           | «Мессіна»         | B                 | 35        | 9         |
| 1991-92           | «Мессіна»         | B                 | 35        | 10        |
| 1992-93           | «Барі»            | B                 | 33        | 9         |
| 1993-94           | «Барі»            | B                 | 18        | 6         |
| 1994-95           | «Барі»            | A                 | 28        | 7         |
| 1995-96           | «Барі»            | A                 | 33        | 24        |
| 1996-97           | «Лаціо»           | A                 | 27        | 7         |
| 1997-98           | «Наполі»          | A                 | 27        | 4         |
| 1998-99           | «Лаціо»           | A                 | 2         | 0         |
| 1998-99           | «Реджяна»         | B                 | 24        | 8         |
| 1999-00           | «Ліворно»         | C1                | 26        | 11        |
| 2000-01           | «Ліворно»         | C1                | 36        | 20        |
| 2001-02           | «Ліворно»         | C1                | 31        | 27        |
| 2002-03           | «Ліворно»         | B                 | 37        | 23        |
| 2003-04           | «Ліворно»         | B                 | 46        | 24        |
| 2004-05           | «Ліворно»         | A                 | 27        | 6         |
| Усього за кар'єру | Усього за кар'єру | Усього за кар'єру | 614       | 229       |

## Титули і досягнення

### Командні
- Володар Суперкубка Італії з футболу (1):

«Лаціо»: 1998

### Особисті
- Найкращий бомбардир Серії A (1):

1995-96 (24 голи, поряд з Джузеппе Сіньйорі)
- Найкращий бомбардир Серії B (1):

2002-03 (23)
2000-01 (20)
2001-02 (27)